# Oracle
Oracle (Oracle Corporation) — американская корпорация, второй по размеру выручки разработчик программного обеспечения (после Microsoft), четвёртая крупнейшая компания в сфере информационных технологий (после Alphabet, Microsoft и IBM), крупный поставщик серверного оборудования.
Компания специализируется на выпуске систем управления базами данных, связующего программного обеспечения и бизнес-приложений (ERP- и CRM-систем, специализированных отраслевых приложений). Наиболее известный продукт компании — Oracle Database, который компания выпускает с момента своего основания. С 2008 года корпорация освоила выпуск интегрированных аппаратно-программных комплексов, а с 2009 года в результате поглощения Sun Microsystems стала производителем серверного оборудования, до этого компания выпускала исключительно программное обеспечение.
Компания была основана в 1977 году. Ларри Эллисон — сооснователь, генеральный директор в период с 1977 года по 2014 год, крупнейший акционер (43 % по состоянию на 2023 год). По состоянию на 2022 год насчитывает 143 тыс. сотрудников. Штаб-квартира — в Остине, в период 1989—2020 годов штаб-квартира располагалась в собственном комплексе зданий в Редвуд-Шорсе в Кремниевой долине.

## История

### 1970-е годы
Компания была основана в июне 1977 года в Санта-Кларе (Калифорния) под наименованием SDL (аббревиатура от англ. Software Development Laboratories) Ларри Эллисоном, Бобом Майнером (англ. Bob Miner) и Эдом Оутсом (англ. Ed Oates). Все трое основателей работали до этого года в компании Ampex над проектом для ЦРУ США с кодовым названием Oracle. Это кодовое название присвоили разработанной в первые месяцы существования SDL СУБД.
Первый выпуск СУБД Oracle получил номер версии v2 по маркетинговым соображениям. Oracle v2 была написана на ассемблере для PDP-11, работала под управлением операционной системы RSX-11.
В середине 1979 года авиабаза Райт-Паттерсон ВВС США приобрела Oracle v2 и стала первым заказчиком компании. К этому же времени относится переименование SDL в RSI (англ. Relational Software, Inc.). Oracle v2 считается первой коммерческой СУБД с поддержкой языка запросов SQL, и одной из первых реляционных СУБД. Также отмечается влияние на Oracle ранее разработанной в IBM СУБД System R.

### 1980-е годы

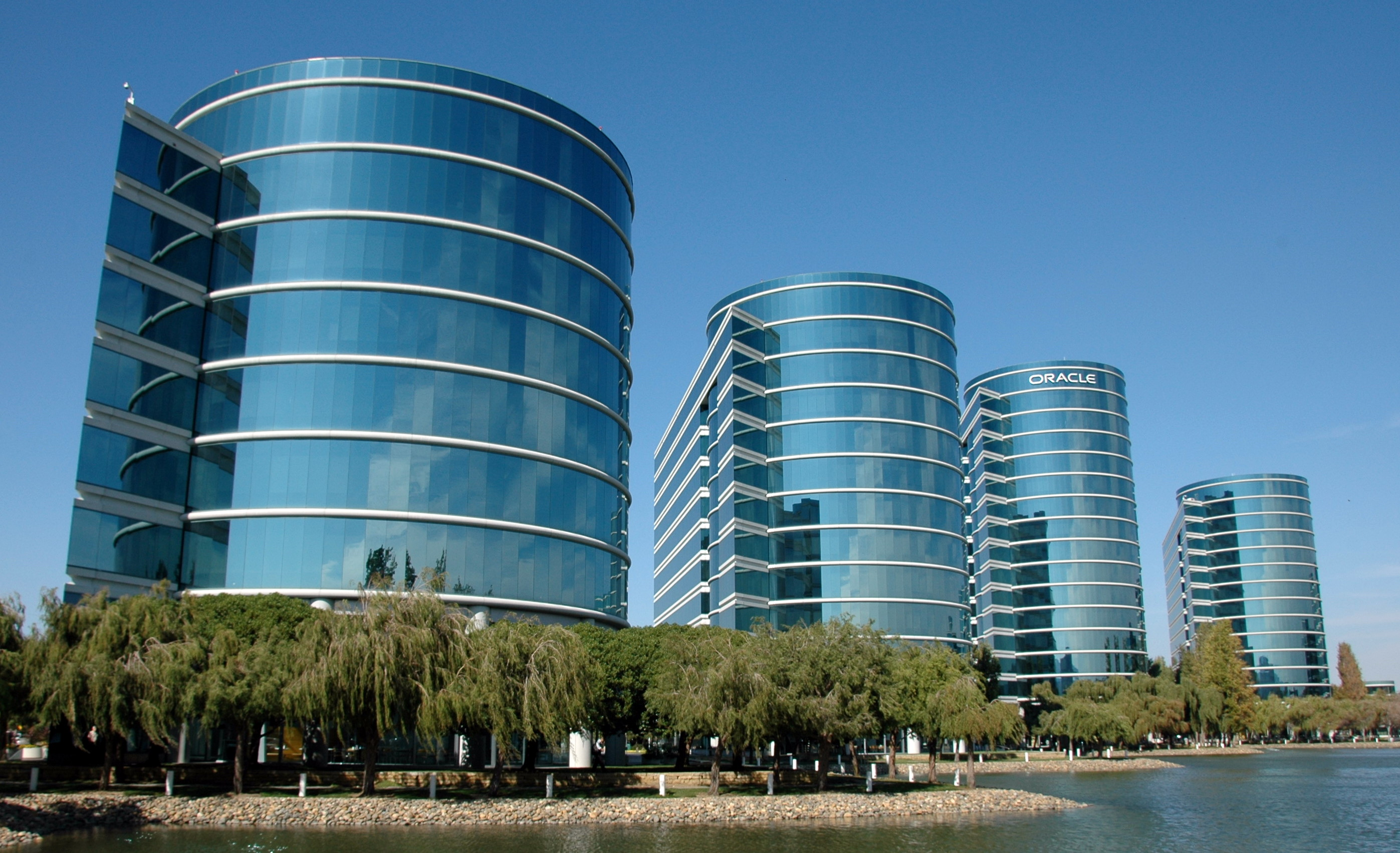
Бывшая штаб-квартира компании в Редвуд-Шорсе

Благодаря успехам продукта Oracle v.2, RSI в 1982 году приняла решение о переименовании в Oracle. В 1983 году была выпущена третья версия СУБД, переписанная на языке Си и впоследствии портированная на некоторые операционные системы семейства Unix. В 1984 году компания получила финансирование от Sequoia Capital. Последовательно были выпущены четвёртая (в 1984 году) и пятая (в 1985 году) версия СУБД.
В марте 1986 года Oracle осуществила первичное размещение в размере около 2,1 млн акций на NASDAQ. В тот момент в компании работало 450 сотрудников, а годовой оборот составил 55 млн долларов.
В 1987 году в компании формируется подразделение бизнес-приложений, ориентированное на создание тиражируемого прикладного программного обеспечения, тесно интегрированного с фактически единственным на тот момент продуктом компании — СУБД.
В 1989 году штаб-квартира компании переезжает в комплекс сооружений в Редвуд-Шорс (Калифорния), оборот в 1989 году достиг 584 млн долларов.

### 1990-е годы
Первые коммерческие трудности компании связаны с 1990 годом. Указывается, что из-за предоставленных крупным клиентам рассрочек платежей, превратившихся в безнадёжные долги, и ошибок бухгалтерского учёта компания закончила год с убытком в 12,4 млн долларов и уволила 400 человек из около 4 тыс. сотрудников на тот момент времени. Позднее Эллисон отмечал, что компания допустила «непростительную деловую ошибку».
В 1992 году компания выпустила версию 7 своей Oracle Database, в которой поддерживались триггеры, хранимые процедуры, декларативные ограничения целостности.
В 1994 году компания приобрела у DEC подразделение, разрабатывающее СУБД Rdb и все права на продукт, таким образом, начиная с этого времени компания начала поставлять несколько систем управления базами данных.
В 1995 году компания приобрела компанию-разработчика первой в истории многомерной системы управления базами данных Express и OLAP-инструментария на её основе. В том же году, корпорация вошла на рынок связующего программного обеспечения, выпустив Oracle Web Application Server и объявив стратегические интересы в развитии технологий для трёхуровневой архитектуры и веб.
В 1997 году выпущена версия 8 СУБД Oracle Database, в которой были поддержаны элементы объектно-ориентированного проектирования и программирования, начиная с этого момента компания позиционировала продукт как одновременно объектно-ориентированную и реляционную СУБД.
В 1998 году Oracle первой среди ведущих производителей интегрированных ERP-пакетов оборудовала свой комплект бизнес-приложений Applications веб-доступом; таким образом, любую операцию в ERP-системе стало возможно осуществлять из браузера.
В 1999 году «интернет-стратегия» была продемонстрирована компанией и в наименованиях продуктов — Oracle Database и Oracle Application Server выпущены с суффиксом «i» после номера версии — 8i. К этому же времени относятся приоритеты корпорации во встраивании XML-обработки на стороне СУБД и встраивании Java-машины в СУБД.

### 2000-е годы
Отмечается, что Oracle была единственным крупным поставщиком программного обеспечения для организаций, не испытавшим серьёзных затруднений в период краха доткомов в начале 2000 года.
В Oracle Database версии 9i, выпущенной в 2001 году, появилась такая новая возможность, как поддержка кластеризации баз данных — Real Application Cluster.
В 2003—2005 годах компания сконцентрировалась на экстенсивной борьбе за доли на рынках бизнес-приложений, в результате которой в конце 2004 года после полуторагодичного сопротивления была враждебно поглощена компания PeopleSoft (занимавшая на момент приобретения второе место на глобальном рынке ERP-систем), а в начале 2006 года — приобретена компания Siebel (лидер CRM-рынка того времени).
В 2006 году корпорация объявила, что объединит лучшие практики бизнес-приложений поглощённых компаний в единой системе, проект создания такой системы получил наименование Fusion, будущие приложения — Fusion Applications, а связующее программное обеспечение из продуктового портфеля корпорации было объединено под торговой маркой Fusion Middleware. Также, с 2006 года компания проявляет активный интерес к свободному программному обеспечению. Так, в феврале 2006 года было заявлено, что корпорация планирует приобрести по меньшей мере три компании-разработчика свободного программного обеспечения за 600 млн долларов. Предполагалось, что корпорация поглотит компанию JBoss (англ. JBoss), выпускавшую сервер приложений JBoss AS с открытым исходным кодом за 400 млн долларов, однако JBoss была куплена компанией Red Hat за 420 млн долларов. Спустя несколько недель Oracle выпустила клон дистрибутива Red Hat Enterprise Linux — Oracle Linux, чем пошатнула биржевые котировки Red Hat и отрицательно повлияла на её доходы. Также прогнозировалось, что Oracle купит компанию Zend Technologies, разработчика ядра языка PHP, однако и Zend не была приобретена. Из компаний-разработчиков свободного программного обеспечения в середине 2000-х годов Oracle поглотила только Sleepycat (разработчика Berkeley DB) и Innobase (разработчика InnoDB — низкоуровневого механизма для MySQL).
В 2007 году компания фактически признала, что выпуск в Fusion Applications, изначально запланированный на 2008 год, существенно задерживается, уволив Джона Вуки (англ. John Wookey), старшего вице-президента, отвечавшего за проект Fusion.
Fusion Applications увидели свет только в сентябре 2010 года.
Поглотив в 2008 году BEA Systems, Oracle вышла на первое место на рынке серверов приложений и второе место на рынке связующего программного обеспечения в целом, а в комплектах из линейки Fusion Middleware значительная часть компонентов заменена на продукты BEA. В этом же году компания вошла на рынок аппаратного обеспечения, выпустив на основе оборудования Hewlett-Packard аппаратно-программный комплекс Exadata, кластер серверов под управлением RAC.

### 2010-е годы
В январе 2010 года корпорация завершила сделку по поглощению терпящей убытки Sun Microsystems, существенно расширив продуктовый портфель, получив в своё распоряжение обширную линейку серверного аппаратного обеспечения, включая серверы на базе SPARC и системы хранения данных StorageTek, операционные системы семейства Solaris, а также активы, связанные с Java, OpenOffice.org, MySQL.
Став поставщиком серверного аппаратного обеспечения благодаря поглощению Sun, компания существенно расширила и линейку аппаратно-программных комплексов, так, в конце 2010 года корпорация выпустила комплекс Exalogic — предконфигурированный кластер серверов приложений на основе оборудования Sun и программного обеспечения WebLogic, а в январе 2012 года выпустила ещё два комплекса — Exalytics (сервер аналитической обработки в оперативной памяти на основе Essbase и TimesTen) и Big Data Appliance (NoSQL-кластер под управлением Hadoop и R в рамках реализации концепции «больших данных»).
С начала 2010-х годов компания, ранее критиковавшая парадигму облачных вычислений, включилась за соперничество на этом рынке, как позиционируя свои решения для частных облаков, так и открыв собственное публичное облако, предоставляющее как технологическое программное обеспечение по модели PaaS, так и бизнес-приложения по модели SaaS. В 2011—2012 годы были поглощены такие крупные производители облачных приложений, как Taleo и RightNow. В очередных версиях продуктов появился суффикс «c» (от англ. cloud) и реализована поддержка функций, необходимых для облачных вычислений, в частности, в Oracle Database 12c, выпущенной летом 2013 года, обеспечены свойства мультиарендности и живой миграции баз данных.

### Поглощения

#### Обзор
С начала 2000-х годов Oracle ориентируется на экстенсивный рост за счёт поглощений. За период с 2005 по 2010 год корпорация потратила на приобретения других компаний около 35 млрд долларов. В июле 2010 года Чарлз Филлипс заявил, что Oracle планирует в ближайшие 5 лет потратить до $70 млрд на поглощения, позднее было уточнено, что это частная и приблизительная оценка, и корпорация не имеет конкретного бюджета на поглощения.

#### Крупнейшие поглощения
Наиболее значительные поглощения, осуществлённые корпорацией:
- Cerner[англ.], декабрь 2021 года — $28,3 млрд;
- PeopleSoft, январь 2005 года — $10,3 млрд;
- NetSuite, июль 2016 года — $9,3 млрд;
- BEA Systems, январь 2008 года — $8,5 млрд;
- Sun Microsystems, август 2009 года — $7,4 млрд;
- Siebel, январь 2006 года — $5,85 млрд;
- Micros[англ.], июнь 2014 года — $5,3 млрд[28];
- Hyperion[англ.], март 2007 года — $3,3 млрд;
- Primavera, октябрь 2008 года;
- Taleo[англ.], февраль 2012 года — $1,9 млрд[29];
- Aconex[англ.], декабрь 2017 года — $1,6 млрд[30];
- RightNow[англ.], октябрь 2011 года — $1,5 млрд[31];
- Virtual Iron, май 2009 года;
- Art Technology Group, ноябрь 2010 года — $1 млрд;
- i-Flex, август 2005 года — $900 млн.

Широкий резонанс получило поглощение Retek, австралийской компании-разработчика приложений для розничной торговли, в апреле 2005 года с финальной суммой сделки 630 млн долларов в связи с острой конкуренцией с SAP за данный актив.

#### Sun Microsystems
В апреле 2009 года была заключена сделка по приобретению за 7,4 млрд долларов терпящей убытки Sun Microsystems (только за последние до анонса полгода деятельности Sun Microsystems потеряла 1,9 млрд долларов). Вплоть до января 2010 года сделку не одобряла Еврокомиссия, так как предполагала возможную монополизацию рынка систем управления базами данных вследствие поглощения активов MySQL AB, принадлежавших Sun. 27 января 2010 года Oracle официально объявила о завершении поглощения, и многие популярные проекты, в числе которых OpenOffice.org, MySQL и Java, стали активами корпорации.
Сервис платных облачных вычислений Sun Cloud был закрыт практически сразу после завершения поглощения, при этом Oracle пообещала сохранить практически все ключевые продукты Sun, а в такие технологии как SPARC, Solaris и MySQL корпорация запланировала инвестировать больше средств, чем это делала Sun. Часть разработчиков проектов OpenOffice.org, OpenSolaris и Hudson образовали ответвления (получившие наименования, соответственно: LibreOffice, Illumos и Jenkins), мотивируя данные шаги нежеланием контроля за проектами со стороны корпорации. Также корпорация объявила о желании самостоятельно развивать каналы прямых продаж оборудования Sun крупным заказчикам, а в октябре 2010 года некоторые партнёры (унаследованные от Sun) были лишены прав на оказание технического сопровождения по продуктам Oracle.
В декабре 2021 года было заключено соглашение о покупке компании Cerner, американского производителя оборудования и программного обеспечения для медицинских учреждений; сделка стоимостью 28,3 млрд долларов была завершена в июне 2022 года.

### Судебные тяжбы
В августе 2010 года Oracle подала в суд на компанию Google, обвинив корпорацию в незаконном применении защищённых технологий в Dalvik virtual machine (технологическом компоненте операционной системы Android). В результате в 2012 году судом было признано, что патенты Oracle не нарушены (в связи с тем, что структура интерфейсов программирования приложений не признана предметом, защищаемым авторским правом), и Google виновен лишь в копировании незначительных фрагментов исходного кода (по поводу чего стороны договорились о безденежном урегулировании претензий). Однако в 2014 году Апелляционный суд США по федеральному округу по апелляции Oracle частично отменил предыдущее решение и вернул в суд первой инстанции вопрос о соблюдении авторских прав на интерфейсы программирования приложений.
В ноябре 2010 года суд признал претензии Oracle к компании SAP, связанные с несанкционированным доступом к технической поддержке дочернего подразделения TomorrowNow и постановил выплатить в пользу Oracle 1,3 млрд долларов. В июне 2011 года SAP выплатила всю сумму взыскания.
В июне 2011 года компания Hewlett-Packard, недовольная отказом Oracle от поддержки в следующих версиях продуктов платформы Itanium, на которой выпускается значительная часть серверов Hewlett-Packard, подала иск на Oracle, обвиняя компанию в поведении, ущемляющем права клиентов (англ. anti-customer behaviour). Oracle решила не выпускать новые продукты и новые версии старых продуктов на платформе Itanium в связи с тем, что по мнению компании, платформа завершает свой жизненный цикл. Однако, истцам из Hewlett-Packard удалось доказать суду, что Oracle вводит клиентов в заблуждение и ущемляет их бизнес, и в 2012 году было принято решение, что Oracle обязана выпускать новые версии продуктов для Itanium до тех пор, пока Intel и Hewlett-Packard официально не объявят о снятии платформы с производства. В 2016 году суд обязал Oracle выплатить компенсацию в 3 млрд долларов, обжалование решения длилось до 2022 года, когда решение было оставлено в силе Верховным судом США (к этому времени к $3 млрд накопилась пеня в $1,7 млрд).
В августе 2022 года в суд Северного округа Калифорнии против компании был подан коллективный иск о незаконном сборе информации о пользователях интернета. Иск основан на видеозаписи, в которой глава компании Ларри Эллисон описывает, как система машинного обучения в составе Oracle Data Cloud собирает и анализирует 5 млрд профилей пользователей.

### Oracle в СССР и СНГ
Впервые СУБД от Oracle начала использоваться в СССР в 1984 году во ВНИИСИ нелегально, так как координационный комитет по экспортному контролю США считал разработки компании Oracle стратегическими и не допускал их распространения в страны Варшавского договора.
Благодаря академику Виктору Геловани, четвёртая версия СУБД была применена во ВНИИСИ для системы моделирования процессов глобального развития. Также, к 1984 году относится нелегальное применение Oracle Database в Институте физики высоких энергий (Протвино).
Официальное появление Oracle в СССР связано с выставкой Автоматизация-89, а в 1990 году фирма LVS Леонида Богуславского (ныне совладельца ru-Net Holdings и TopS BI) заключила агентское соглашение с корпорацией Oracle. Первыми легальными клиентами в СССР стали Министерство чёрной металлургии, ленинградский завод Ленинец и ленинградское подразделение Интуриста, общий объём реализации лицензий на Oracle Database этим трём клиентам составил сумму около $100 тыс. В 1995 году LVS реализовала продуктов Oracle на $7 млн, войдя в тройку ведущих дистрибуторов корпорации в Европе.
В 1994 году в Москве открылось представительство Oracle в СНГ, которое по состоянию на 2012 год координирует деятельность корпорации на территории России и сопредельных государств.
После приобретения LVS в конце 1996 года компанией PricewaterhouseCoopers, дистрибьюторами Oracle в СНГ стали компании «Форс» и «РДТех» (при этом ранее основатель «Форса» — Алексей Голосов — работал во ВНИИСИ, а «РДТеха» — Юрий Сайгин — в протвинском Институте физики высоких энергий). Наиболее широкий резонанс в России вызвали сделки Oracle со «Связьинвестом» по поставке лицензий на Oracle E-Business Suite на $163 млн и Федеральным казначейством с бюджетом на внедрение ERP в 65 млн долларов. В частности, Джордж Сорос, владевший на момент сделки 25 % акций «Связьинвеста», отмечал сделку на поставку системы от Oracle как непрозрачную и нерыночную.
На момент мая 2009 года корпорацией заявлялось о партнёрской сети в СНГ более чем в 900 компаний, 120 среди которых работают на территории Украины и Молдовы, около 100 — в Казахстане, 37 — в Беларуси, 8 — в Азербайджане, а остальные — в России.
На начало 2012 года офисы представительства Oracle в СНГ функционировали в Москве, Санкт-Петербурге, Киеве и Алма-Ате. Российские филиалы поглощённой Sun Microsystems функционировали под наименованиями ЗАО «Оракл Компьютерное оборудование» (с офисом в Москве) и ООО «Оракл Девелопмент» (с офисами в Санкт-Петербурге и Новосибирске). Руководил работой представительства в СНГ с 2010 года Валерий Лановенко (до этого руководивший российским офисом Apple), а генеральным директором ЗАО «Оракл Компьютерное оборудование» с 2010 по 2012 год являлся Борис Щербаков (в период с 1999 года возглавлявший представительство Oracle в СНГ).
В марте 2022 года Oracle объявила об остановке всех видов бизнес-операций в России вследствие начала вторжения России на Украину, а российский филиал прекратил оказание услуг своим контрагентам и отказался от договоров, вывел все деньги на счета ирландской компании и утилизировал оборудование, хранившееся в России, на 300 млн руб. Долг перед кредиторами за неоказанные услуги составил 1,4 млрд рублей. В ноябре 2024 года Oracle согласилась выкупить долги своей фирмы по цене не более 60 % от номинала и при условии отказа кредиторов от новых требований в будущем.

## Собственники и руководство
Крупнейшим акционером является Ларри Эллисон, ему по состоянию на начало 2023 года принадлежало около 43 % акций компании; этот пакет акций делает его 4-м самым богатым человеком в мире. Институциональные инвесторы и фонды взаимных инвестиций владеют также около 43 %, крупнейшие доли у The Vanguard Group (5,1 %), BlackRock (4,3 %) и State Street Corporation (2,3 %).
Генеральный директор — Сафра Кац. Ларри Эллисон занимает посты председателя совета директоров и директора по технологиям (англ. chief technology officer). Помимо Эллисона в совет директоров входят вице-председатель Джеффри Хенли (Jeffrey Henley), Сафра Кац и ещё 12 членов.

## Деятельность
Подразделения по состоянию на 2022 год:
- Cloud services and license — лицензирование использования программных продуктов компании (Oracle Applications, Oracle Database, Oracle Middleware, Java и другие) и облачные вычисления; 85 % выручки.
- Hardware — продажа аппаратных средств (серверы, накопители и специализированное оборудование), выпускаемые контрактными производителями, а также связанное с ними программное обеспечение; 7 % выручки.
- Services — техническая поддержка пользователей программного обеспечения компании; 8 % выручки.

На май 2022 года в компании работало 143 тыс. человек, из них 48 тыс. в США. Географически компания делит свою деятельность на три региона: Америка (56 % выручки в 2021/22 финансовом году), Европа, Ближний Восток и Африка (28 %) и Азиатско-Тихоокеанский регион (16 %). Ключевыми странами для компании являются США (48 % выручки), Великобритания (5 %), Япония и Германия (по 4 %), Канада (3 %).
Размер активов на май 2022 года составлял 109 млрд долларов, из них 44 млрд — гудвил, 21 млрд — наличные и другие высоколиквидные активы, 9 млрд — недвижимость и оборудование.

## Положение на рынке
Компания является вторым по объёмам продаж разработчиком программного обеспечения после Microsoft, владея по состоянию на 2014 год долей около 30 % глобального рынка программного обеспечения.
Согласно IDC, по состоянию на 2007 год, на рынке систем управления базами данных, общим объёмом без малого 21 млрд долларов, Oracle является лидером, владея долей 44,3 % и опережая IBM и Microsoft более, чем в 2 раза.
На рынке инфраструктурного и связующего программного обеспечения по данным анализа Gartner от 2009 года, Oracle является вторым по объёмам сбыта поставщиком с долей в 16 %, отставая почти в два раза от IBM (при суммарном объёме рынка 16 млрд долларов). На рынке ERP-систем компания по данным на 2010 год занимает второе место с долей 18 %, уступая SAP (24 %) и опережая Microsoft (11 %).
На рынке CRM-систем объёмом в 18 млрд долларов, согласно оценке Gartner от 2013 года, компания на третьем месте с долей 11,1 %, уступая Salesforce.com (14 %) и SAP (12,9 %).
IDC оценивает на начало 2011 года долю компании на рынке серверного аппаратного обеспечения в 6,8 % от общего объёма в 48 млрд долларов — четвёртую, после IBM, Hewlett-Packard и Dell; в сегменте предынтегрированных инфраструктурных и платформенных аппаратных комплексов по состоянию на 2013 год, оценённом IDC в суммарном объёме 1,3 млрд долларов в квартал, Oracle занимает первое место с долей 23,3 % (ближайшие конкуренты — группа Cisco — Netapp с решениями FlexPod с долей 15,4 %).

### Финансовые показатели
|                     | 2001…  | 2006…  | 2011  | 2012  | 2013  | 2014  | 2015  | 2016  | 2017  | 2018  | 2019  | 2020  | 2021  | 2022   | 2023  | 2024  |
| ------------------- | ------ | ------ | ----- | ----- | ----- | ----- | ----- | ----- | ----- | ----- | ----- | ----- | ----- | ------ | ----- | ----- |
| Оборот              | 10,86… | 14,38… | 35,62 | 37,12 | 37,18 | 38,28 | 38,23 | 37,05 | 37,73 | 39,83 | 39,51 | 39,07 | 40,48 | 42,44  | 49,95 | 52,96 |
| Чистая прибыль      | 2,561… | 3,381… | 8,547 | 9,981 | 10,93 | 10,96 | 9,938 | 8,901 | 9,335 | 3,825 | 11,08 | 10,14 | 13,75 | 6,717  | 8,503 | 10,47 |
| Активы              | 11,03… | 29,03… | 73,48 | 78,27 | 81,75 | 90,27 | 110,9 | 112,2 | 135,0 | 137,3 | 108,7 | 115,4 | 131,1 | 109,3  | 134,4 | 141,0 |
| Собственный капитал | 6,278… | 15,01… | 40,25 | 44,09 | 45,15 | 47,45 | 49,10 | 47,29 | 53,86 | 45,73 | 21,79 | 12,07 | 5,238 | -6,220 | 1,073 | 8,704 |

Примечание. Данные на 31 мая, когда компания заканчивает финансовый год.

### Корпоративное управление
Среди принципов корпоративного управления, используемых корпорацией, особо выделяют вертикальную интеграцию в противовес тенденциям 1990-х—2000-х годов к децентрализации и расширению полномочий на местах в крупных корпорациях. В частности, отмечены глобальная стандартизация «лучших практик», централизованный контроль за условиями контрактов по всему миру и интегрированную единую информационную систему (оборудованную веб-доступом в конце 1990-х), в которой каждый сотрудник корпорации в операционном порядке фиксирует результаты своей деятельности, и управленцам любого уровня в рамках их полномочий доступен ежедневный анализ ситуации (англ. daily business intelligence).

### Международная деятельность
В структуре управления корпорации выделено четыре территориальных кластера: APAC (англ. Asia-Pacific, Азиатско-Тихоокеанский регион, EMEA (англ. Europe, Middle East, Africa, Европа, Ближний Восток, Африка), NA (англ. North America, Северная Америка) и LE (англ. Latin America, Латинская Америка). В кластерах может использоваться деление на субрегионы и страны, в зависимости от характера и масштабов деятельности, например, в EMEA выделен регион Восточная Европа и СНГ, в котором выделяется субрегион СНГ и Монголия.
По состоянию на 2010 год 63 % сотрудников корпорации работало за пределами США, треть из них (более 21 тыс., около пятой части от всего штата) — в Индии, в основном в центрах технической поддержки и разработки в Бангалоре и в центре разработки в Хайдарабаде. При этом корпорация утверждает, что 80 % разработки осуществляется на территории США.

## Продукты и услуги

### Технологическое программное обеспечение

#### Системы управления базами данных
Ключевой продукт с момента создания компании и по нынешний день — Oracle Database (примечательно, что номера версий многих других технологических продуктов корпорация в той или иной степени подстраивает под номера версии СУБД). Начиная с 1990-х годов компания развивает и реализует и другие СУБД. На 2006 год Gartner оценивал долю Oracle на рынке СУБД в 46,8 %, по оценкам IDC от 2007 года доля Oracle составила 44,3 %.
В результате поглощения Sun Microsystems, к Oracle перешли активы MySQL AB и свободно распространяемая СУБД MySQL. В 2011 году корпорация выпустила версию 5.6 этой СУБД, позиционируемая как свободная альтернатива Microsoft SQL Server.
Berkeley DB — встраиваемая нереляционная СУБД, перешедшая к Oracle в 2006 году в результате приобретения компании Sleepycat Software. По оценке IDC, благодаря Berkeley DB (а также TimesTen), Oracle занимает на 2009 год первое место на рынке встроенных СУБД с долей 30,3 %.
Также в продуктовом портфеле корпорации имеются:
- резидентная СУБД Timesten[англ.] (приобретённая вместе с одноимённой компанией в 2005 году),
- многомерная СУБД Essbase, вошедшая в линейку продуктов в результате поглощения Hyperion[англ.] в 2007 году,
- реляционная СУБД Rdb, изначально разрабатываемая в DEC как инфраструктурный проект для VMS и перешедшая в Oracle в 1994 году в результате приобретения департамента, разрабатывавшего Rdb
- снятая в конце 2000-х годов с поддержки многомерная СУБД Express, первая в мире многомерная система управления базами данных, приобретённая корпорацией в 1995 году[11].

#### Java
В результате поглощения Sun Microsystems, к Oracle перешла значительная часть активов, связанная с технологиями Java: языком Java, платформами J2ME, J2SE, J2EE, виртуальной машиной HotSpot. Oracle и ранее активно использовал Java-технологии в своих продуктах, в частности, в 1999 году в Oracle Database была включена виртуальная машина Java собственной разработки (Aurora JVM), с того же года выпускается средство Java-разработки (JDeveloper), а с начала 2000-х годов — компания выпустила большую серию связующего программного обеспечения, поддерживающего Java-стандарты, а также активно участвовала в Java Community Process.
В сентябре 2010 года корпорация опубликовала планы по развитию технологий Java, в частности:
- планируется конвергенция HotSpot и JRockit, построение на их основе двух вариантов поставки JVM — коммерческой (для высоконагруженных приложений, как ныне поставляется JRockit) и свободной (как сейчас поставляется HotSpot);
- планируется выпуск JavaFX версии 2.0 в 2011 году;
- OpenJDK сохранит свободную лицензию, в 2011 и 2012 последовательно планируется выпуск JDK 7 и JDK 8 со значительными новыми возможностями[86].

#### Связующее программное обеспечение
Под общим наименованием Fusion Middleware корпорация разрабатывает большую серию технологических продуктов промежуточного слоя, объединяемых в проблемно-ориентированные пакеты (англ. suite). Центральным компонентом продуктов линейки Fusion Middleware является сервер приложений Weblogic, используемый с конца 2000-х годов как основной сервер приложений для всех пакетов.
Среди пакетов выделяются:
- Enterprise Content Management Suite — платформа для управления контентом, в основном собранная на основе продуктов приобретённой компании Stellent.
- WebCenter Suite — пакет для построения корпоративных порталов.
- Data Integration Suite — пакет технологий интеграции и поддержки сервис-ориентированной архитектуры.
- Event-Driven Architecture Suite — набор технологических решений для реализации событийно-ориентированной архитектуры.
- Business Process Management Suite — программный пакет управления бизнес-процессами.
- Business Process Analysis Suite — пакет для моделирования бизнес-процессов, со встроенными компонентами ARIS.

#### Аналитическое программное обеспечение
Комплекты Business Intelligence Suite, позиционируемые как универсальные платформы Business Intelligence, базируются, в основном на технологиях приобретённых у Siebel и Hyperion Solutions. Отдельно поставляются тиражные отраслевые и проблемно-ориентированные приложения на основе данных платформ.

#### Средства разработки
Корпорация выпускает достаточно широкий спектр средств разработки.
На разработку Java-приложений ориентированы следующие средства:
- JDeveloper — изначально основанное на коде JBuilder, развиваемое с 1998 года самостоятельно, в 2001 году полностью переписанное[87],
- NetBeans — унаследованный актив Sun Microsystems,
- Entperise Pack for Eclipse — коллекция надстроек и расширений Eclipse для J2EE-разработки, ориентированная на стек WebLogic.

Серия средств разработки Designer/Developer, включающая Oracle Forms и Oracle Reports, долгое время была основной средой разработки для Oracle E-Business Suite, и широко использовалась независимыми разработчиками приложений, использовавшими СУБД Oracle. В настоящий момент средства разработки всё ещё поддерживаются, но разработчикам предоставляются средства миграции унаследованных Forms-приложений на J2EE-платформу.
Также среди средств разработки, выпускаемых компанией:
- Apex — свободный программный каркас быстрой разработки веб-приложений, встроенный в СУБД,
- SQL Developer — бесплатное средство разработки и отладки для SQL и PL/SQL.

#### Другое технологическое программное обеспечение
Также в продуктовой линейке корпорации присутствуют следующие технологические продукты:
- Beehive, пришедший на смену Collaboration Suite — средство обеспечения совместной работы, основанное на Oracle Database и Fusion Middleware[88]. В отличие от Collaboration Suite имеет не модульную архитектуру из разрозненных серверов (Messaging Server, Instant Messaging Server, Calendar Server, Mobile Synchronization Server), а монолитную;
- Enterprise Manager — продукт управления программной инфраструктурой, построенной на основе технологических продуктов и приложений Oracle, расширяемый при помощи выпускаемых отдельно (в том числе, и сторонними производителями) адаптеров (англ. management packs) для поддержки работы с другими инфраструктурными продуктами и приложениями;
- Identity Management, Access Management Suite — решения для обеспечения корпоративной информационной безопасности, в основном, сформированные на базе решений поглощённой Oblix[англ.].

### OpenOffice.org
С приобретением Sun Microsystems в актив корпорации перешёл проект OpenOffice.org — свободная альтернатива Microsoft Office. В сентябре 2010 года часть независимых разработчиков пакета сформировали ответвление под наименованием LibreOffice, с целью развивать офисный пакет независимо от Oracle. Novell и Canonical объявили о включении LibreOffice в очередные версии своих дистрибутивов вместо OpenOffice. В апреле 2011 года Oracle заявила, что отказывается от коммерческих версий OpenOffice.org и планирует передать проект целиком под управление сообщества разработчиков.

### Операционные системы и платформы виртуализации

#### Виртуализация
Среди активов корпорации имеется несколько продуктов поддержки виртуализации.
Oracle VM — решение для серверной виртуализации на основе гипервизора Xen на платформах x86. Продукт включает Oracle VM Server for x86 и Oracle VM Manager. Сервер и менеджер бесплатны и доступны для скачивания. Для управления сервером на него устанавливается специальный Oracle VM Agent (ovs-agent). Manager представляет собой клиент-серверное приложение на основе WebLogic и позволяет управлять серверами виртуализации из браузера. Дополнительно поставляются шаблонные виртуальные машины (англ. VM templates) для технологического программного обеспечения Oracle. Для виртуальных машин Windows имеются подписанные паравиртуальные драйвера Xen.
Oracle VM Server for SPARC — решение, основанное на функции логических доменов (англ. logical domains), позволяющее запускать до 128 виртуальных машин на серверах под управлением процессоров SPARC T-серии.
Oracle VM VirtualBox — система персональной виртуализации x86. Первоначально — разработка компании Innotek на основе QEMU. Базовые компоненты выпущены под лицензией GNU GPL, а дополнения Oracle VM VirtualBox Extension Pack — бесплатны для персонального использования под лицензией PUEL (англ. Personal Use and Evaluation License).
В результате поглощения компании Virtual Iron Software в мае 2009 года корпорации перешли права на её основной продукт Virtual Iron. Продукт был основан на гипервизоре Xen и содержал менеджер виртуализации на основе Java. С июня 2009 года продукт не развивается и не поставляется заказчикам.
xVM, первоначально Sun xVM hypervisor и Sun xVM Server — продукт виртуализации на основе кода гипервизора Xen для OpenSolaris, с мая 2009 года разработка xVM Server ведётся в рамках проекта Xen/OpenSolaris.

#### Oracle Linux
В 2006 году корпорация выпустила клон дистрибутива Red Hat Enterprise Linux под наименованием Oracle Enterprise Linux (также фигурирует под названием Unbreakable Linux, позднее — просто Oracle Linux), и с этого момента оказывает коммерческую и юридическую поддержку пользователям данного дистрибутива. Несмотря на намеренно несущественные отличия от дистрибутива Red Hat, многие поставщики серверного оборудования, в том числе Dell, Hewlett-Packard, IBM сразу же в 2006 году поддержали Oracle Linux. Основные отличия по использованию Oracle Linux в сравнении с дистрибутивом от Red Hat — вдвое более низкая стоимость подписки на сопровождение и необязательность её приобретения для получения обновлений.

#### Solaris
От Sun Microsystems унаследованы операционные системы семейства Solaris и проект OpenSolaris.

### Бизнес-приложения

#### Е-Business Suite
Комплект бизнес-приложений собственной разработки, начатый в конце 1980-х годов под названием Oracle Applications, в 2000-е годы был переименован в E-Business Suite и реализует функциональные возможности ERP, CRM, SCM, EAM. Характерна ориентированность комплекта на собственный технологический стек (Oracle Database и Fusion Middleware).

#### Fusion
В 2005 году была анонсирована стратегия конвергенции приложений Peoplesoft, JDEdwards, Siebel с Oracle E-Business Suite — планы по построению универсального бизнес-приложения, которому присвоено наименование Fusion, объединяющего лучшие черты поглощённых систем и обеспечивающего всем действующим заказчикам каждой из унаследованных систем плавный переход на новое приложение. В сентябре 2010 года Fusion было официально выпущено, сообщается, что приложение объединило более 100 модулей из семи унаследованных систем.

#### Универсальные бизнес-пакеты
В результате поглощения PeopleSoft (и принадлежавшей ей активов JD Edwards), в продуктовой линейке Oracle появились следующие универсальные бизнес-приложения, покрывающие функциональные возможности ERP, CRM и SCM:
- Peoplesoft Enterprise
- JD Edwards EnterpriseOne
- JD Edwards OneWorld

На начало 2011 года все эти линейки поддерживаются корпорацией, выпускаются новые версии по каждой из линеек.

#### Проблемно-ориентированные бизнес-пакеты
В результате серии поглощений 2003—2008 годов в продуктовом портфеле корпорации появились большое число проблемно-ориентированных бизнес-приложений, среди которых выделяются:
- Siebel CRM — система-лидер[18] CRM-рынка на момент поглощения Siebel в 2005 году;
- Primavera — ориентированное на крупных заказчиков приложение по управлению проектами;
- Hyperion, также выпускаемый как Oracle EPM — система класса EPM, обеспечивающая финансовое планирование, управление показателями эффективности, финансовый анализ для корпоративных заказчиков;
- Agile, PLM-система

#### Отраслевые бизнес-приложения
Значительная часть поглощений 2003—2009 годов — монопродуктовые независимые разработчики отраслевых бизнес-приложений. На основе многих из таких поглощённых компаний, корпорация формирует индустриальные линейки приложений. В частности, таковы:
- Communications Applications — приложения для телекоммуникационной отрасли, прежде всего, на основе продуктов Portal Software и Metasolv, а также компаний Convergin, Net4Call, Sophoi;
- Utilities Applications — комплекс приложений для энергетики, на основе программных продуктов SPL и Lodestar;
- Oracle Retail — на основе приложения Retek для розничной торговли, а также продуктов компаний ProfitLogic и 360 Commerce;
- Financial Services Applications — банковские системы на базе продуктов индийской компании iFlex;
- Insurance Applications — приложения для страховых компаний на основе продуктов компаний AdminServer и Skywire.

### Аппаратное обеспечение
В 2008 году корпорация выпустила на основе серверов ProLiant компании Hewlett-Packard и собственных решений для СУБД аппаратно-программный комплекс Exadata, обозреватели уже в тот момент отметили амбиции Oracle на серверном рынке.
На момент поглощения Sun Microsystems оценивалась как четвёртый по объёмам поставщик на тринадцатимиллиардном рынке серверного аппаратного обеспечения (после IBM, Hewlett-Packard и Dell, с долей 8 %), с 2009 года все эти аппаратные активы развиваются Oracle. Новая платформа SPARC T3 была представлена в сентябре 2010 года уже под брендом Oracle, в 2011 и 2013 годы соответственно выпущены платформы SPARC T4 и SPARC T5. По состоянию на 2014 год в аппаратной линейке корпорации представлены RISC-серверы на платформе SPARC, серверы на платформе x86-64, системы хранения данных линейки StorageTek, а также сети хранения данных Pillar Axiom на базе продуктов поглощённой в 2011 году компании Pillar Data Systems.
Программно-аппаратные комплексы Exadata с середины 2009 года перепроектированы и выпускаются на базе оборудования Sun. Выпущенные в начале 2010-х годов предконфигурированный кластер серверов приложений Exalogic, и комплекс обработки в оперативной памяти Exalytics, кластерный комплекс для больших данных Big Data Appliance и конвергентно-инфраструктурная система Virtual Compute Appliance изначально производятся на базе оборудования Sun.

### Свободные проекты
Некоторые продукты компании выпускаются как свободное программное обеспечение, среди внутренних разработок к таковым можно отнести файловую систему Btrfs, платформу быстрой разработки приложений Apex (распространяется как общественное достояние), протокол передачи данных RDS, Oracle VM (решение по виртуализации на основе Xen).
Большая часть свободных проектов из нынешнего продуктового портфеля перешла к Oracle как результат приобретения Sun Microsystems. Среди свободных проектов, унаследованных от Sun наиболее весомые: OpenJDK, OpenSolaris, OpenOffice.org, MySQL, VirtualBox.

### Лицензирование продуктов
Основная часть технологического программного обеспечения лицензируется по выбору заказчика либо на процессорную единицу, либо по количеству конечных пользователей (NUP, англ. Named User plus, в смысле индивидуальный, именованный пользователь, в противовес конкурентным пользователям, рассчитываемым как количество активных сессий). При этом, под процессорной единицей (CPU) понимается количество процессорных ядер сервера умноженное на коэффициент, устанавливаемый от ¼ до 1 в зависимости от процессорной архитектуры. При лицензировании приложений в основном применяется ценообразование по количеству конечных пользователей с разделением по модулям, также применяются альтернативные лицензионные метрики (например, количество сотрудников, каждый $1 млрд совокупных активов, количество обработанных записей).
Некоторые продукты поставляются в нескольких редакциях (англ. Editions) с различными ограничениями в каждой из них (например, максимально допустимое количество ядер для младших редакций или минимальное количество лицензируемых пользователей для старших редакций). Также существуют бесплатные редакции некоторых продуктов. Несмотря на общую программную базу различных редакций продуктов, лицензионная стоимость в зависимости от уровня редакции существенно отличается. Право на использование некоторых функциональных возможностей (опций, англ. options) во многих случаях требует дополнительного лицензирования. Доступность к лицензированию и использованию опций может быть поставлена в зависимость от редакции.
Сравнение цен на различные редакции некоторых продуктов и доступности опций:
| Редакция                              | Бесплатная версия  | Standard Edition One | Standard Edition One | Standard Edition | Standard Edition | Enterprise Edition | Enterprise Edition |
| Продукт, пакет, опция                 | Бесплатная версия  | CPU                  | NUP                  | CPU              | NUP              | CPU                | NUP                |
| ------------------------------------- | ------------------ | -------------------- | -------------------- | ---------------- | ---------------- | ------------------ | ------------------ |
| Oracle Database                       | Express Edition    | $5800                | $180                 | $17 500          | $350             | $47 500            | $950               |
| Секционирование для Oracle Database   | недоступно         | недоступно           | недоступно           | недоступно       | недоступно       | $11 500            | $230               |
| Кластеризация для Oracle Database     | недоступна         | недоступна           | недоступна           | бесплатно        | бесплатно        | $23 000            | $460               |
| OLAP-опция для Oracle Database        | недоступна         | недоступна           | недоступна           | недоступна       | недоступна       | $23 000            | $460               |
| Опция Data Mining для Oracle Database | недоступна         | недоступна           | недоступна           | недоступна       | недоступна       | $23 500            | $460               |
| WebLogic Server                       | Java Edition       | $5800                | $180                 | $10 000          | $200             | $25 000            | $500               |
| Business Intelligence Suite           | не предоставляется | не предусмотрено     | $1200                | $23 000          | $460             | $295 000           | $2000              |

Конечная стоимость приложений для заказчиков существенно варьируется в зависимости от модульной комплектации, количества задействованных пользователей, объёмов обработки. В прейскуранте указываются цены в диапазоне от 2 до 8 тыс. долларов на конечного профессионального пользователя (в зависимости от модулей), и $9 — $225 на каждого сотрудника организации-заказчика для модулей, связанных с самообслуживанием сотрудников, управлением персоналом. Также корпорация устанавливает дополнительные условия приобретения приложений и регулирует ими доступность приложений, например, до 2003 года действовало ограничение на минимально допустимый объём лицензирования Oracle E-Business Suite в 250 тыс. долларов, а количество лицензируемых рабочих мест пользователей не должно было быть менее 20 % от среднесписочного состава сотрудников предприятия заказчика (это ограничение в 2003 году было снижено до 10 %). Программно-аппаратные комплексы Exalogic и Exadata стоят по прейскуранту от 300 тыс. до 1,5 млн долларов в зависимости от комплектации.
Технологическое программное обеспечение доступно для загрузки с сайта Oracle Technology Network при условии обычной регистрации. Программное обеспечение, как правило, не требует регистрационных ключей, а если требует — то эти ключи открыто публикуются на сайте лицензионных кодов (при этом многие программы поглощённых компаний, в которые была встроена проверка регистрационных ключей, после очередных выпусков в рамках Oracle лишались этой функциональности). Партнёры и независимые разработчики могут использовать технологическое программное обеспечение корпорации в целях разработки, тестирования, прототипирования, демонстрации без ограничений (согласно специализированной OTN License).
Продукты лицензируются по наименованию, заказчик может использовать любую версию продукта и при смене версии не требуется перелицензирование.
Прейскуранты на технологические продукты, основные бизнес-приложения и программно-аппаратные комплексы публикуются открыто. Компании — независимые разработчики, использующие технологии Oracle в своих тиражируемых решениях и самостоятельно оказывающие комплексную техническую поддержку своих решений, могут получить возможность перепродавать конечным заказчикам продукты Oracle за 10-40 % от прейскуранта, при участии в программах специального лицензирования.

### Услуги
Основные услуги, предоставляемые корпорацией:
- Oracle Support — техническое сопровождение продуктов;
- Oracle University — обучение специалистов продуктам корпорации, а также проведение сертификации специалистов;
- Oracle Consulting — консалтинг партнёров и заказчиков по внедрению приложений и технологий корпорации;
- Oracle On-Demand — хостинг приложений Oracle для конечных заказчиков (SaaS-услуги);
- Oracle Financing — финансирование партнёров и заказчиков для приобретения технологий и приложений Oracle.

### Медиа и реклама

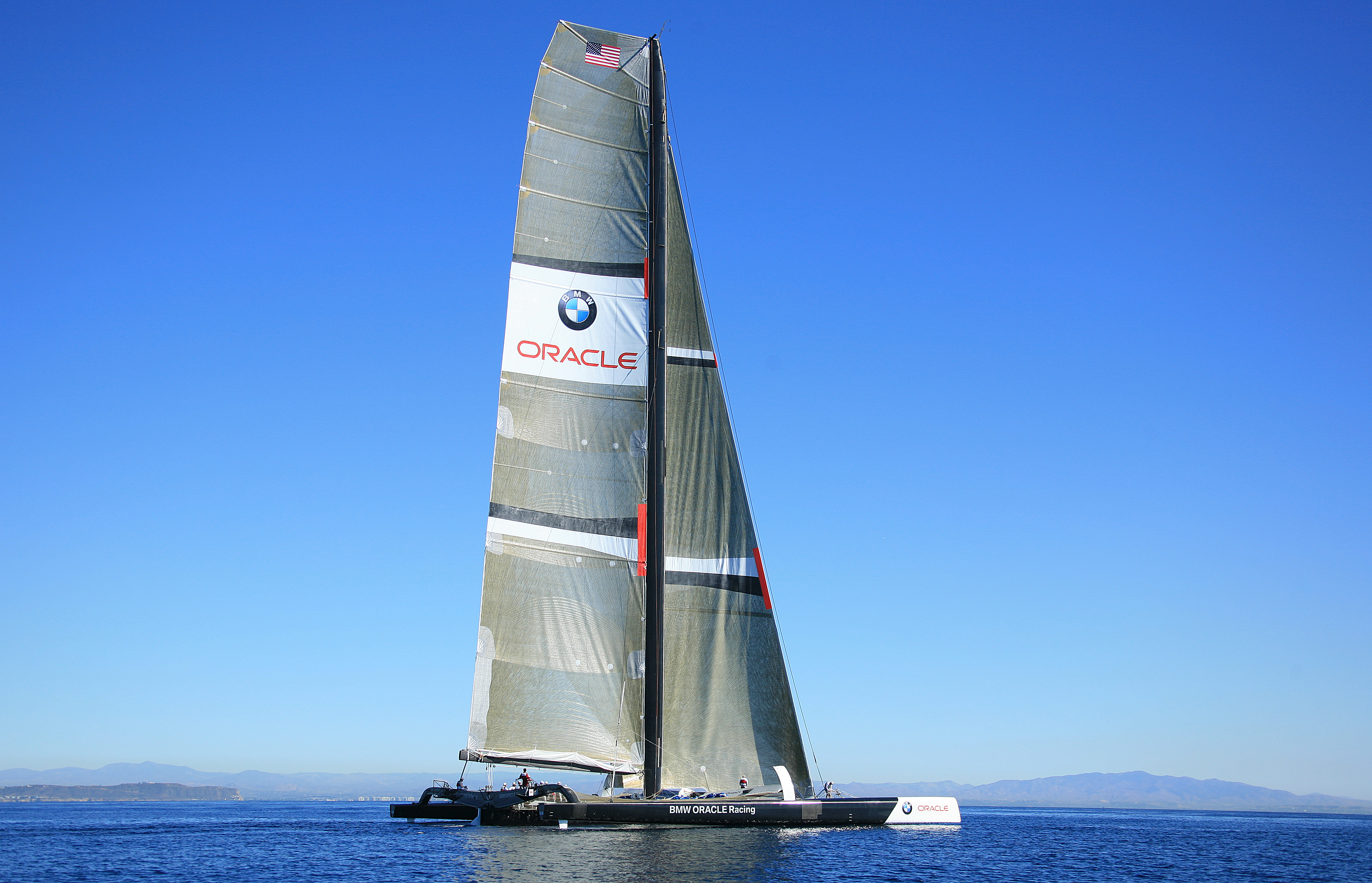
Яхта BMW Oracle

Корпорация самостоятельно издаёт и распространяет бесплатно журналы Oracle Magazine и Profit. Oracle Magazine ориентирован на пропаганду технологического программного обеспечения Oracle и решений партнёров, его использующих. Журнал Profit посвящён бизнес-приложениям и консалтингу.
Компания спонсирует стадион «Оракл-арена» в городе Окленд и яхт-клуб BMW Oracle Racing.
В фильме «Железный человек 3» несколько раз фигурирует логотип Oracle, а в фургоне главного героя установлен комплекс Exadata. Также с помощью её программного обеспечения проводился поиск схожих тепловых сигнатур взрывов, что напрямую повлияло на сюжет.

## Критика

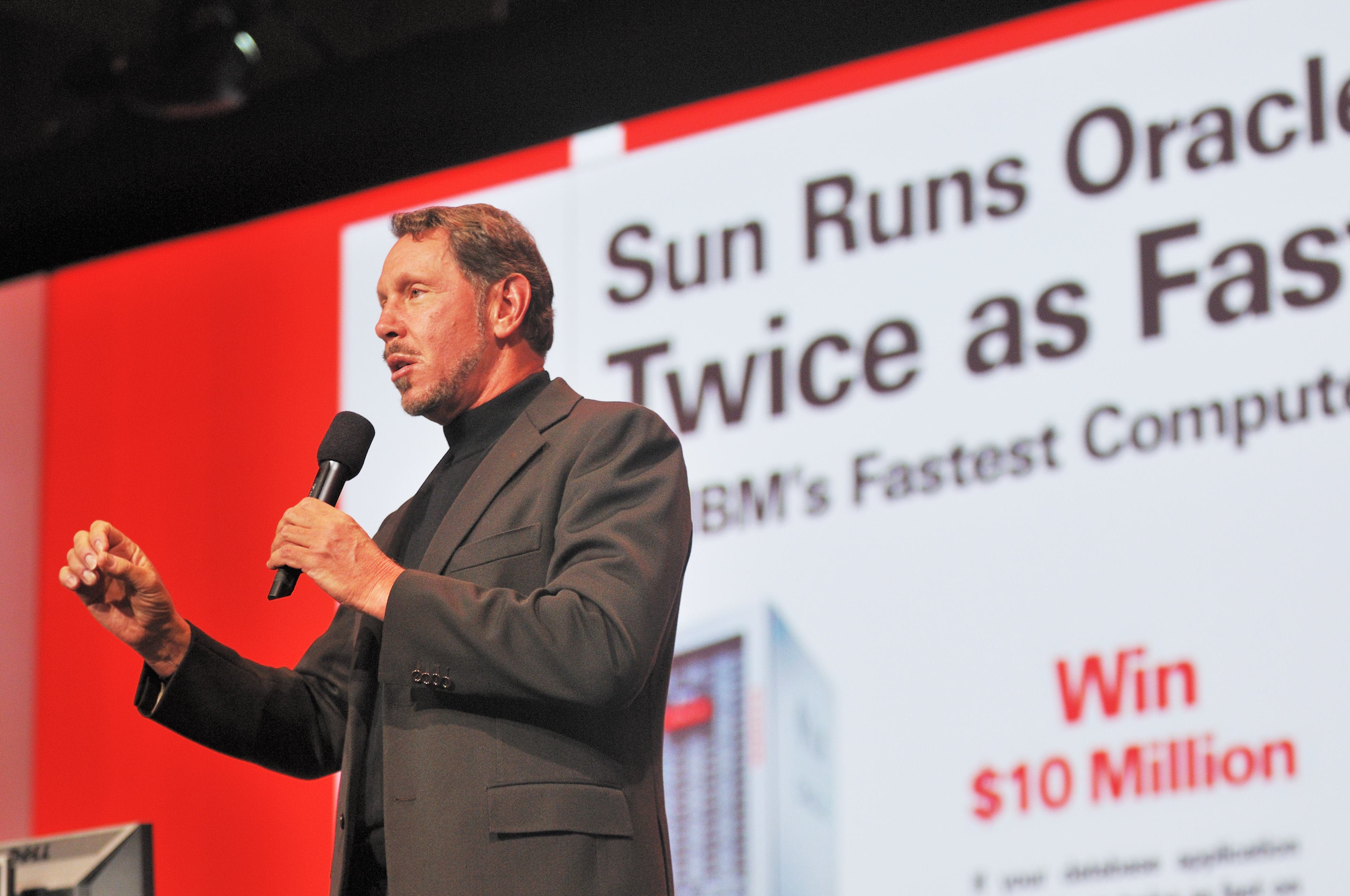
Ларри Эллисон утверждает, что Oracle Database работает на оборудовании Sun в два раза быстрее, чем на сравнимом оборудовании IBM POWER, и обещает $10 млн любому, кто это опровергнет

Маркетинговую деятельность корпорации неоднократно отмечали как агрессивную, с элементами жёсткой критики конкурентов. Особенно агрессивно корпорацию критикуют Microsoft, IBM, Hewlett-Packard. При этом Oracle выпускает практически для всех своих технологических продуктов версии для Microsoft Windows, SAP является крупнейшим независимым разработчиком на платформе Oracle Database (а по данным на конец 1990-х годов 85 % всех установок приложений SAP использовали Oracle Database в качестве СУБД), а свой первый аппаратно-программный комплекс Exadata компания построила на базе серверов Hewlett-Packard. Так, например, в марте 2011 года корпорацию уличили в сокрытии неудобных ей результатов тестов TPC-C, проведённых для Oracle Database на оборудовании компании Hewlett-Packard, согласно которым стоимость одной транзакции на сервере ProLiant оказалась ниже разрекламированного результата на кластере SPARC (как выяснилось, рекордного по производительности, но не по стоимости транзакции).
Многие сотрудники поглощённых компаний отмечали некомфортную рабочую обстановку в корпорации, некоторые специалисты покидают Oracle вскоре после завершения сделок по приобретению. Так, Анил Аггарвал (англ. Anil Aggarwal), один из директоров PeopleSoft, назвал атмосферу в Oracle резко агрессивной и не способствующей созданию инновационных продуктов, а Джеймс Гослинг, автор Java, отметил «крайне неблагоприятное рабочее окружение» в корпорации и уволился, проработав в Oracle менее четырёх месяцев.

## Персоналии

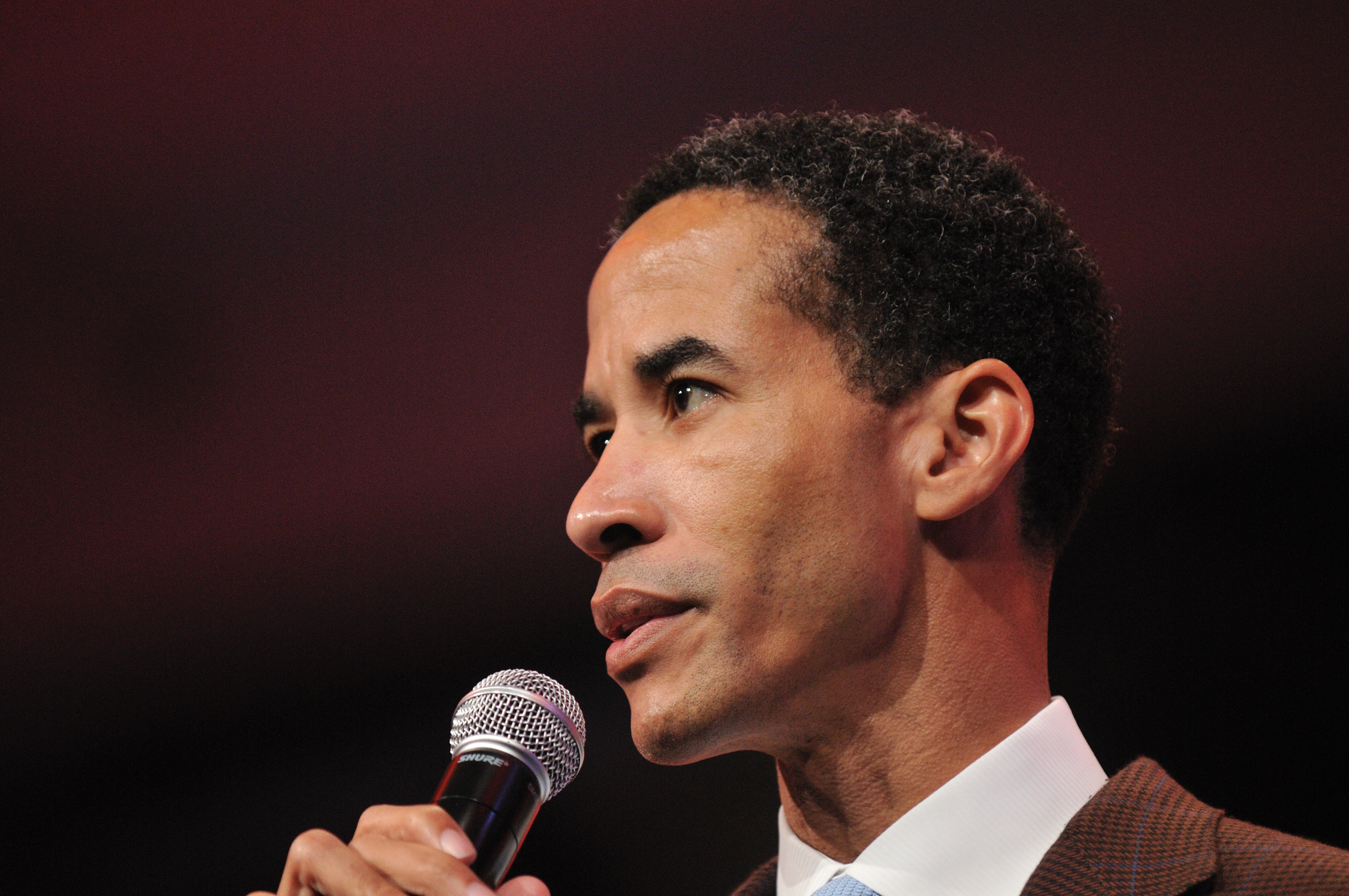
Чарлз Филлипс

- Эллисон, Ларри — сооснователь, генеральный директор (1977—2014), председатель совета директоров. По состоянию на 2009 год генеральный директор компании Ларри Эллисон являлся самым высокооплачиваемым сотрудником в мире с суммарной компенсацией 84,5 млн долларов в год[117].
- Хёрд, Марк — генеральный директор (с 2014 по 2019 год, совместно с Сафрой Кац), сопрезидент (2010—2014), в период 2005—2010 годов был президентом и генеральным директором корпорации Hewlett-Packard, покинул пост в Hewlett-Packard в результате сексуального скандала[118], на что Эллисон отреагировал письмом в The New York Times, в котором отметил, что расставшись с Хёрдом, совет директоров Hewlett-Packard совершил худшее кадровое решение в корпоративном секторе после увольнения Стива Джобса советом директоров Apple в 1984 году[112], а затем пригласил Хёрда занять пост президента Oracle вместо ушедшего Филлипса. В сентябре 2019 года покинул компанию по состоянию здоровья и в октябре того же года умер.
- Кац, Сафра — генеральный директор (с 2014 года), сопрезидент (2004—2014).
- Филлипс, Чарлз (англ. Charles Phillips) — президент Oracle в период 2003—2010 годов, в 2009 году был назначен Бараком Обамой членом консультативного совета по экономическому восстановлению при Президенте США[119].
- Кайт, Том — сотрудник Oracle, автор популярных книг по Oracle Database и журнальных колонок, ведущий консультативного сайта.
- Гупта, Уманг (англ. Umang Gupta) — вице-президент Oracle в период 1981—1984 годов, позднее основавший компанию Gupta Technologies.
- Зибель, Томас (англ. Thomas Siebel) — работал на руководящих позициях в Oracle в период 1984—1991 годов[120][121], основавший в 1993 году компанию Siebel, которую, в свою очередь, в 2006 году Oracle приобрела за 5,85 млрд долларов.
- Марк Бениофф — работал в Oracle в период c 1986 по 1999 год, отмечается как ставший в 25 лет самым молодым вице-президентом корпорации[122], в 1999 году основал компанию Salesforce.com (причём одним из начальных инвесторов был Ларри Эллисон[123]), а с середины 2000-х годов Salesforce.com, управляемая Бениоффом, признаётся как прямой конкурент Oracle и SAP на рынке CRM-систем.
- Четвёртым по времени сотрудником компании (после Эллисона, Майнера и Оутса) был Брюс Скотт (англ. Bruce Scott), чья фамилия хорошо известна разработчикам и администраторам Oracle Database — схема SCOTT поставлялась со всеми версиями СУБД как демонстрационная (содержала примеры таблиц, представлений и процедур). Утверждается[124], что пароль по умолчанию для этой схемы (использовавшийся до 8-й версии СУБД) — TIGER — имя кота дочери Скотта.
- В период с 2004 по 2014 год компания управлялась двумя президентами — ими были Чарльз Филлипс и Сафра Кац, а в сентябре 2010 года Филлипса заменил Марк Хёрд. После ухода Эллисона с должности генерального директора, оба сопрезидента были назначены на его пост.

## Дочерние компании
Основные дочерние компанией на 2022 год:
- США
  - Калифорния: Oracle International Corporation; Oracle Switzerland GmbH, US Branch
  - Делавэр: Oracle America, Inc.; Oracle Global Holdings, Inc.; Oracle Japan Holding, Inc.; Oracle Systems Corporation; StorageTek Interna?onal Corporation
  - Невада: Delphi Asset Management Corporation
- Бермуды: Oracle EMEA & CAPAC Holdings Limited; Oracle International Holdings Limited
- Великобритания: Oracle Corporation UK Limited
- Германия: Oracle Deutschland B.V. & Co. KG
- Ирландия: OCAPAC Holding Company UC; OCAPAC Research Partner UC; Oracle EMEA Holdings Limited; Oracle EMEA Limited; Oracle Global Partners
- Канада: Oracle Canada ULC
- Остров Мэн: Oracle International Group Limited
- Швейцария: Oracle Software (Schweiz) GmbH
- Япония: Oracle Corporation Japan